# Kriya yoga
Le kriyā yoga ou kriyā (en sanskrit IAST ou क्रिया en devanāgarī, qui signifie « action, pratique, travail, rite, cérémonie »), est un yoga qui vise à conduire vers la libération grâce à des techniques pratiques utilisant la concentration et l'énergie. Cela implique des actes d'auto-purification, d'auto-analyse et de développement de la prise de conscience de soi.
Il existe de nombreuses pratiques de kriyā yoga, qui doivent toutes être exécutées sous l'égide d'un professeur reconnu[réf. nécessaire][pourquoi ?].

## Le kriyā yoga dans lesYogasūtrade Patañjali
Dans le deuxième chapitre de son yoga sūtra, intitulé Sādhana pāda (« chapitre de la pratique d'une discipline spirituelle »), 
Patañjali décrit deux formes de yoga : kriyā yoga (yoga des techniques) et Aṣṭāṅga yoga (yoga à huit membres). 

« Le kriyā yoga (ou pratique du yoga) se fait selon trois modalités inséparables : un effort soutenu, la conscience intérieure de soi, et l'abandon à la volonté divine. Le kriyā yoga est pratiqué en vue d'atténuer les causes de souffrance et de permettre le samādhi [contemplation, union avec le Dieu personnel ou absorption dans l'Absolu]. »

— Yoga Sûtra, II, verset 1 et 2 (trad. Françoise Mazet)
Suivent diverses techniques spirituelles : distinguer impermanent et permanent, arracher le sentiment de son importance, méditer, dissocier celui qui voit de ce qui est vu.

## L'école de yoga appelée kriyā yoga
Le kriyā yoga est un yoga très ancien qui a été réintroduit en Inde par Lahiri Mahasaya qui, lui-même, a reçu l'initiation par Babaji Maharaj. Selon ses promoteurs, le kriyā yoga accélère l'évolution spirituelle, et provoque un état profond de sérénité et de communion avec la divinité.
Il a été popularisé en Occident par Paramahansa Yogananda, grâce à son livre Autobiographie d'un yogi (1946-1951). La formation se fait directement auprès d'un maître. L'initiation au Kriyā Yoga peut se faire auprès des ācārya habilités par le maître à initier.
Au XXIe siècle, Paramahansa Prajnananda est l'un des maîtres vivants du kriyā yoga. il succède à Paramahansa Hariharananda qui avait reçu la succession de Sri Yukteswaji et Paramahansa Yogananda. Signalons qu'en ce siècle nous rencontrons beaucoup de maîtres réalisés qui enseignent le kriyā yoga comme le maitre swâmî Shankarananda giri, disciple de Prabhuji (swami Narayana giri), lui-même disciple de Sri  Yukteswarji, maître de Yogananda, Sri Maheswara Yogi Mary-christ ou comme Paramahamsa Vishwananda, disciple de Babaji et initié dans la lignée de Lahiri Mahayasa.[réf. nécessaire]

## Les kriyās dans le siddha yoga
Bien que le terme kriyā définisse généralement l'action ou le pouvoir d'agir dans une approche spirituelle yogique, il fait plus spécifiquement référence à des mouvements corporels involontaires déclenchés par l'éveil de la Kundalini (ou Shakti) dans le Siddha Yoga, école spirituelle issue du Shivaïsme du Cachemire, à laquelle appartiennent Swami Muktananda ou Shri Ram Lal Ji Siyag, notamment.